# Skalin (Stargard)
Skalin (deutsch Schellin) ist ein Dorf in der Gmina Stargard in der Woiwodschaft Westpommern in Polen.

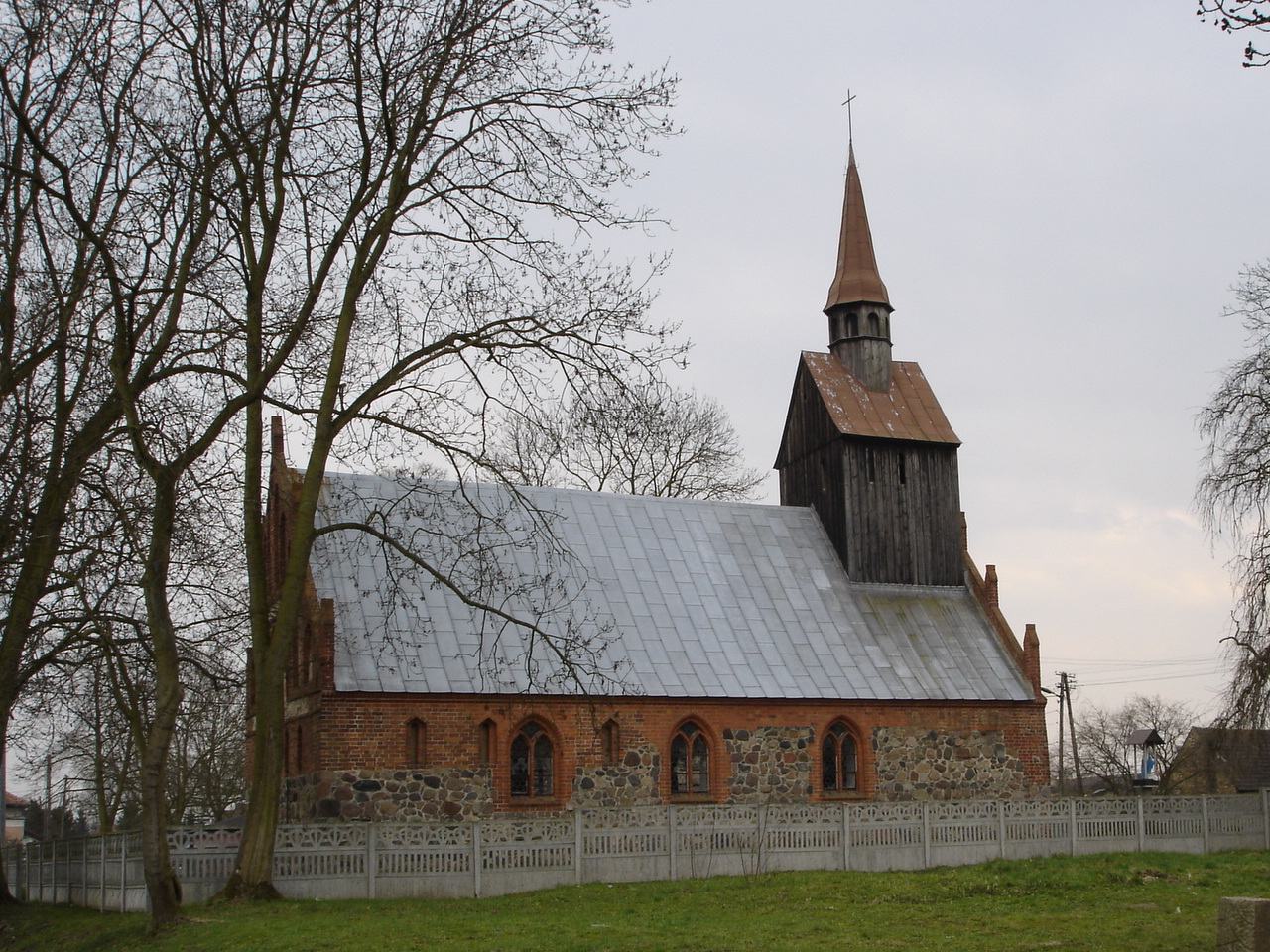
Dorfkirche

## Geographische Lage
Das Dorf liegt in Hinterpommern, etwa 7 Kilometer südwestlich der Stadtmitte von Stargard (Stargard i. Pom.) und etwa 30 Kilometer östlich von Stettin (Szczecin).
Nachbarorte sind im Westen Wierzchląd (Verchland), im Norden Kunowo (Kunow an der Straße) und im Osten Golczewo (Goltzow). Südlich des Dorfes liegen dicht beieinander die Wüstungen Ludwigsthal und Słotnica (Schlötenitz).
Etwa zwei Kilometer westlich liegt der Madüsee, der größte Binnensee Pommerns.

## Geschichte
Das Dorf wurde erstmals urkundlich in einem Tauschvertrag genannt, den der pommersche Herzog  Barnim I. am 7. Oktober 1248 mit dem Camminer Bischof Wilhelm  wegen der Lande Stargard und Kolberg abschloss. Hier erschien das Dorf unter dem Namen Scalin; die Ortschaft gehörte zu den Dörfern, die der Herzog fortan von dem Bischof zu Lehen nahm. Durch den Vertrag unterstand das Land Stargard, nachdem es acht Jahre zum Grundbesitz des Bistums Cammin gehört hatte, wieder unmittelbar dem Landesherrn.
Der Ortsname erklärt sich wohl nach dem slawischen Wort scala, das „Stein“ bedeutet; Scalin bedeutet dann „Steinort“. Auf der Lubinschen Karte von 1618 ist der Ort bereits als Schellin verzeichnet.
Ein Teil des Guts war ehemals ein altes Lehen der Familie Hindenburg. Um 1780 gab es in dem Kirchdorf Schellin einen Prediger, einen Küster, zwölf Bauern, einen Kossäten, eine Schmiede, einen Gasthof und insgesamt 46 Haushaltungen. Im Laufe des Jahres 1821  legte der damalige Eigentümer des Ritterguts, ein Freiherr von der Goltz, östlich von Schellin in 2,5 Kilometern Entfernung  an der linken Seite des Weges, der von Schellin zum Dorf Klützow führt, das Vorwerk Goltzow an. Bis um die Mitte des 19. Jahrhunderts bestand in Schellin ein Patrimonialgericht.
Später wurde das benachbarte Verchland nach Schellin eingemeindet. Anfang der 1930er Jahre umfasste das Gemeindegebiet, zu dem neben Schellin auch Goltzow und Verchland gehörten, eine Flächengröße von 11,8 km². Auf dem Gemeindegebiet standen insgesamt 54 Wohnhäuser. Bis 1945 gehörte die Gemeinde Schellin zum Landkreis Pyritz in  der Provinz Pommern.
Gegen Ende des Zweiten Weltkriegs wurde Schellin Anfang März 1945 von der Sowjetarmee besetzt. Nach Kriegsende wurde die Ortschaft als Skalin Teil Polens.

### Entwicklung der Einwohnerzahl
| Jahr | Anzahl | Anmerkungen                                                                                           |
| ---- | ------ | --- |
| 1817 | 192    | |
| 1868 | 341    | davon im Gutsbezirk einschließlich Vorwerk Goltzow 158, in der Gemeinde 183                           |
| 1925 | 604    | nach der Eingemeindung von Verchland, in 107 Haushaltungen, davon 485 Protestanten und 119 Katholiken |
| 1933 | 497    | |
| 1939 | 494    | |
| 2012 | 492    | |

## Verwaltungsstruktur
Das Dorf liegt heute in der Gmina Stargard (Landgemeinde Stargard in Pommern) und gehört mit dieser zum Powiat Stargardzki (Stargarder Kreis) in der Woiwodschaft Westpommern.

## Kirchspiel
Die vor 1945 in Schellin anwesende Bevölkerung gehörte mit weitaus überwiegender Mehrheit der evangelischen Konfession an. Die Protestanten aus Schellin  gehörten zum evangelischen Kirchspiel Schellin, die Katholiken zum katholischen Kirchspiel Stargard i. Pom. Das evangelische Kirchspiel von Schellin gehörte zur Synode Werben.
Schellin hatte eine Mutterkirche, deren Filiale die Kirche im Ortsteil Verchland war.
Im Kirchturm der Kirche von Schellin hängt eine Kirchenglocke von 57 cm Durchmesser. Um das Jahr 1813 wurde das Kirchspiel von Pfarrer Otto Friedrich August Vogel (* 18. Oktober 1771 zu Neuenburg in Mecklenburg) betreut, der als Verfasser von Lehrbüchern für den Religionsunterricht sowie von vaterländischen Gedichten hervorgetreten war.

## Sonstiges
Wie der Pfarrer Granzin aus Schellin am 24. Juli 1733  berichtete, soll am 11. April 1715 auf der Feldmark des Guts Schellin ein von starkem Lärm begleiteter  Meteoriten-Einschlag stattgefunden haben.

## Persönlichkeiten: Söhne und Töchter des Ortes
- Karl Gottfried Scheibert (1803–1898), deutscher Pädagoge, Direktor der Friedrich-Wilhelms-Schule in Stettin, später Schulrat in Schlesien